# 서울오봉초등학교
서울오봉초등학교(서울五峰初等學校)는 대한민국 서울특별시 도봉구 도봉동에 있는 공립 초등학교이다.

## 학교 연혁
- 2000년 3월 1일: 개교

## 참고 자료
- 서울오봉초등학교 - 한국교육학술정보원 학교알리미